# Эол (эльф)
Эол (англ. Eöl) по прозвищу Тёмный Эльф — в легендариуме Дж. Р. Р. Толкина эльф Белерианда из народа тэлери, высококлассный кузнец и металлург.
Эол жил в Нан Эльмоте, формально представлявшем собой часть Дориата. Искусный кузнец и друг гномов Ногрода и Белегоста, Эол открыл галворн — чёрный металл огромной силы и поражающей способности; из галворна выкованы были доспехи Эола, которые он всегда носил в своих странствиях. Из сплава галворна и метеоритного железа он выковал два великих чёрных меча. Один из них, Англахэл, он вынужден был отдать Тинголу как плату за разрешение жить в Нан Эльмоте. Второй меч, Ангуирэл, он оставил себе.

## История
Эол заманил в своё жилище Аредэль Ар-Фейниэль, сестру Тургона, заблудившуюся в лесу Нан Эльмот, и взял её в жены. Их сыном был Маэглин. Эол ненавидел Нолдор и поэтому запрещал Аредэли и Маэглину видеться с родичами. Однажды, пока Эол отлучился на пир в Ногрод, Аредэль и Маэглин сбежали в Гондолин, захватив с собой меч Эола, Ангуирэл, и Эол помчался за ними в погоню. Когда же правитель Гондолина Тургон не позволил ему забрать с собой Маэглина, он попытался убить сына отравленным дротиком. Однако Аредэль заслонила собой сына, дротик попал в неё, и вскоре она умерла. Король Тургон и его народ не могли простить Эолу содеянное, и он был казнён: его сбросили со скалы Карагдур в Гондолине. Перед казнью он проклял Маэглина, напророчив ему такую же смерть, какой умрет и он сам (пророчество впоследствии сбылось: за предательство, за которым последовало падение Гондолина и разорение его армией Моргота, Маэглина также сбросили со скалы).

## Версии родословной Эола
В опубликованном «Сильмариллионе» Эол показан как один из Синдар с неуточненным родством Тинголу. В более поздних произведениях Толкина (в частности, «Квенди и Эльдар», напечатанном в «Войне камней», XI томе «Истории Средиземья») можно, однако, ознакомиться с другой версией происхождения Эола: он был одним из авари, из того же клана эльфов, из которого происходили и нолдор (татьяр); но Эол ненавидел своих валинорских сродников. Любовь же Эола к кузнечному делу и дружба с гномами прекрасно сочетается с воззрениями Толкина на нолдор, описываемых как друзья гномов в течение Первой и Второй Эпох Средиземья.